# Håbets havn
Håbets havn er en dansk dokumentarfilm fra 2012, der er instrueret af Magnus Gertten efter manuskript af ham selv og Jesper Osmund.

## Handling
Filmen begynder sin fortælling om 2. Verdenskrig dér, hvor de fleste beretninger om krigen slutter, nemlig ved befrielsen. Det er en film, som handler om, hvad det betyder for mennesker, der som børn undslap krigen med livet i behold - hvad det betyder at have haft så voldsom en oplevelse. Filmen er båret af håb og glæde, og den kaster lys over en helt særlig epoke, samtidig med at give indsigt i, hvad det vil sige at komme videre efter et liv som forfulgt.